# 裏切られた革命
『裏切られた革命』（うらぎられたかくめい）とは、1937年に出版されたレフ・トロツキーの著作。オリジナルの書名は『裏切られた革命 - ソビエト連邦とは何か、どこへ行くのか』（ロシア語: Преданная революция: Что такое СССР и куда он идет?、英語: The Revolution Betrayed: What Is the Soviet Union and Where Is It Going?）。
ロシアのボリシェヴィキ指導者のトロツキーが、ウラジーミル・レーニン死後のソビエト連邦のスターリン主義と発展を分析し批判した書籍である。トロツキーはノルウェーへ亡命中だった1936年に執筆した。最初の翻訳はVictor Serge(en)によるフランス語版で、最も有名なのは、1937年に刊行されたMax Eastman (en)による英語版である。

## 内容
この書籍はソビエト連邦とその支配者達を幅広く批判し、スターリン主義者による独裁を転覆させて社会主義者の民主主義を実現するための新しい政治革命を提唱している。
レーニン死後のソビエト連邦の積極的な経済的優位を電力、農産物、工業などの成長を引用して賞賛するが、この経済的優位の制約となる新しい支配エリートの特徴について記述し、スターリン主義者の支配の結果としてソビエト連邦は最終的に破滅すると予想する。この書籍はマルクス主義の方法論による分析を重視し、数十年後に発生するであろう事柄を含む複数の重要な観察と予想を行っている。
最初の数章では、ソビエト連邦共産党による政策の「ジグザグ」（試行錯誤）を検証し、政策の急激なうろたえた変更の直接的な結果、民主主義の欠落を招いたとした。トロツキーは経済政策分野の重要な「ジグザグ」に焦点を当て、スターリンとニコライ・ブハーリンによる自発的な集約化への反対、土地の私有化の増大などを批判した。
トロツキーは次に、フランス革命後半で保守派が武力で実権を握った事を指す「テルミドール」の語を使用して「ソビエトのテルミドール」を分析した。彼はスターリンの勝利、ボルシェビズムからの党の分裂、官僚的な階層の台頭を解析した。この章の重要性はトロツキーの観察結果で、ソビエト連邦の支配構造は資本主義者でも労働者でもなく、むしろ帝政時代から残された官僚と非政治化された労働者階級の両方に影響された、自分自身の階級の根源から疎外された労働者階級の一部分であるとした。
トロツキーは、フランスの独裁者ナポレオン・ボナパルトがフランス革命後に国家を奪取した事との類似性を引用し、スターリン主義を「ボナパルティズム」の1体制と呼んだ。
彼は次にソビエト連邦の日々の生活を、経済的に不平等で、新プロレタリアートに抑圧されていると論じた。彼はスターリン主義の台頭と女性や家族の扱いに対する保守主義の増大を関連づけ、革命前の時代と比較した。更にソビエト連邦の外交政策と軍事を論じ、ファシズム打倒の失敗や身分の再構築、軍の損失、ソビエト連邦の未来への実験の終了を述べた。

## 日本語訳
- 『裏切られた革命 - ソヴィエット同盟とは何ぞやそれは何処に往くか』（荒畑寒村、改造社、1937年)
- 『裏切られた革命』（対馬忠行訳、現代思潮社、1969年)
- 『ソ連はどこへ - 裏切られた革命』（藤井一行訳、窓社、1988年)
- 『裏切られた革命』（藤井一行訳、岩波文庫、1992年)
- 『裏切られた革命』（対馬忠行訳、現代思潮新社、1996年)